# L'Arrabassada (pòdcast)
L'Arrabassada (presentat com L'Arrabassada: el pòdcast que es passa de frenada) és un pòdcast en català presentat per tres veïns de Nou Barris (Barcelona), Marc Lesan, Oriol Lapeira i Iñaki Sola. S'emet els dilluns amb una periodicitat bisetmanal a través de Youtube, Spotify, Ivoox, Apple Podcasts i Instagram.
El primer pòdcast es va emetre el 16 de gener de 2023. La línia del programa és propera a l'Esquerra Independentista. El nom fa referència a la carretera de l'Arrabassada, tram de la carretera de Sant Cugat del Vallès, a on, durant la Guerra Civil espanyola i el procés revolucionari que experimentà simultàniament Catalunya (1936-1937) hi foren executades persones de dretes, capellans, burgesos i afins al cop d'estat contra la República per part dels milicians.
El pòdcast, conduït pels presentadors amb dosis d'humor amb diverses seccions recurrents, es distingeix especialment per la defensa dels drets socials de les classes populars catalanes que han estat erosionats durant les darreres dècades (com l'accés a l'habitatge) i que afecten particularment el jovent, així com per la preocupació per la creixent minorització i la pèrdua d'ús social de la llengua catalana observada en els últims anys. És habitual que a cada programa es convidi diversos personatges del món mediàtic i polític dels Països Catalans relacionats amb la temàtica tractada en aquell dia.
El febrer de 2024, L'Arrabassada arribà al vuitè lloc de pòdcast d'humor més escoltat a l'estat espanyol a Apple Podcasts, el segon en català.
El 2024 va ser nominat al premis Sonor en les categories del públic i del millor pòdcast d'entreteniment. També va ser nominat al premi AMIC-Tresdeu de pòdcast. El 2025 va ser novament finalista del premi Sonor del Públic, i del premi CRIT en la categoria d'humor.